# Division III du Championnat du monde junior de hockey sur glace 2018
Le tournoi de la Division III du Championnat du monde junior de hockey sur glace 2018 a lieu au Palais des Sports d'hiver (en) de Sofia en Bulgarie du 22 au 28 janvier 2018.

## Format de la compétition
Le Championnat du monde junior de hockey sur glace est un ensemble de plusieurs tournois regroupant les nations en fonction de leur niveau. Les meilleures équipes disputent le titre dans la Division Élite.
Les 10 équipes de la Division Élite sont scindées en deux poules de 5 où elles disputent un tour préliminaire. Les 4 meilleures sont qualifiées pour les quarts de finale. Les derniers de chaque poule s'affrontent dans un tour de relégation, au meilleur des 3 matches. Le perdant est relégué en Division IA.
Pour les autres divisions qui comptent 6 équipes (sauf la Division III-Q qui en compte 3), les équipes s’affrontent entre elles et, à l'issue de cette compétition, le premier est promu dans la division supérieure et le dernier est relégué dans la division inférieure.
Lors des phases de poule, les points sont attribués ainsi :
- victoire : 3 points ;
- victoire en prolongation ou aux tirs de fusillade : 2 points ;
- défaite en prolongation ou aux tirs de fusillade : 1 point ;
- défaite : 0 point.

## Résultats
| 22 janvier | Islande | 1-2 (pr) (0-0, 0-0, 1-1, 0-1) | Australie | Palais des Sports d'hiver 300 spectateurs |

| Feuille de match | Feuille de match               | Feuille de match | Feuille de match                                              | Feuille de match                                                        |
| ---------------- | ------------------------------ | ---------------- | ------------------------------------------------------------- | ----------------------------------------------------------------------- |
|                  | - Orongan — 59 min 10 s (TP) - | 0-1 1-1 1-2      | Kubara (Sillato) — 55 min 17 s (2 SN) - Sillato — 60 min 37 s | Arbitrage : Petr Amosov Juges de lignes : Luchezar Stoyanov Toivo Tilku |
| Mojzyszek        | Gardiens                       | Tetreault        |                                                               | Arbitrage : Petr Amosov Juges de lignes : Luchezar Stoyanov Toivo Tilku |
| 28 min           | Pénalités                      | 16 min           |                                                               | Arbitrage : Petr Amosov Juges de lignes : Luchezar Stoyanov Toivo Tilku |
| 20               | Tirs                           | 28               |                                                               | Arbitrage : Petr Amosov Juges de lignes : Luchezar Stoyanov Toivo Tilku |

| 22 janvier | Chine | 2-3 (1-1, 1-0, 0-2) | Israël | Palais des Sports d'hiver 280 spectateurs |

| Feuille de match | Feuille de match                                                     | Feuille de match    | Feuille de match                                                                                     | Feuille de match                                                                |
| ---------------- | -------------------------------------------------------------------- | ------------------- | --- | ------------------------------------------------------------------------------- |
|                  | - Zhang P. (Ying) — 16 min 37 s (SN) Ying (Guo) — 26 min 18 s (SN) - | 0-1 1-1 2-1 2-2 2-3 | Revniaga — 4 min 45 s (SN) - Revniaga (Avraham) — 45 min 45 s Aharonovich (Valeev) — 52 min 7 s (SN) | Arbitrage : Marcus Wannerstedt Juges de lignes : Joona Elonen Deividas Kuneikis |
| Ren              | Gardiens                                                             | Werner              | | Arbitrage : Marcus Wannerstedt Juges de lignes : Joona Elonen Deividas Kuneikis |
| 8 min            | Pénalités                                                            | 22 min              | | Arbitrage : Marcus Wannerstedt Juges de lignes : Joona Elonen Deividas Kuneikis |
| 36               | Tirs                                                                 | 12                  | | Arbitrage : Marcus Wannerstedt Juges de lignes : Joona Elonen Deividas Kuneikis |

| 22 janvier | Bulgarie | 5-3 (2-1, 1-1, 2-1) | Nouvelle-Zélande | Palais des Sports d'hiver 550 spectateurs |

| Feuille de match | Feuille de match | Feuille de match                | Feuille de match                                                                                    | Feuille de match                                                          |
| ---------------- | --- | ------------------------------- | --------------------------------------------------------------------------------------------------- | ------------------------------------------------------------------------- |
|                  | - Dikov (Vasilev) — 18 min 50 s (SN) Gatsev (Abdi) — 19 min 5 s Dikov — 23 min 45 s - Vasilev (Gatsev) — 46 min 55 s - Vasilev — 59 min 7 s (CV) | 0-1 1-1 2-1 3-1 3-2 4-2 4-3 5-3 | Aguirre-Landshoeft — 13 min 44 s - Hill (Taylor, Hopkins) — 28 min 48 s - Hill — 53 min 34 s (IN) - | Arbitrage : Michael Tscherrig Juges de lignes : Liu Tiange Tobias Schwenk |
| Stoynov          | Gardiens | Goodall                         | | Arbitrage : Michael Tscherrig Juges de lignes : Liu Tiange Tobias Schwenk |
| 12 min           | Pénalités | 14 min                          | | Arbitrage : Michael Tscherrig Juges de lignes : Liu Tiange Tobias Schwenk |
| 29               | Tirs | 20                              | | Arbitrage : Michael Tscherrig Juges de lignes : Liu Tiange Tobias Schwenk |

| 23 janvier | Chine | 1-2 (1-0, 0-1, 0-1) | Islande | Palais des Sports d'hiver 83 spectateurs |

| Feuille de match | Feuille de match               | Feuille de match | Feuille de match                                                            | Feuille de match                                                                  |
| ---------------- | ------------------------------ | ---------------- | --------------------------------------------------------------------------- | --------------------------------------------------------------------------------- |
|                  | Zhu (Hou, Ying) — 9 min 18 s - | 1-0 1-1 1-2      | - Thorsteinsson (Induss) — 36 min 17 s (SN) Orongan (Atlason) — 53 min 19 s | Arbitrage : Marcus Wannerstedt Juges de lignes : Deividas Kuneikis Rafal Noworyta |
| Ren              | Gardiens                       | Mojzyszek        |                                                                             | Arbitrage : Marcus Wannerstedt Juges de lignes : Deividas Kuneikis Rafal Noworyta |
| 6 min            | Pénalités                      | 10 min           |                                                                             | Arbitrage : Marcus Wannerstedt Juges de lignes : Deividas Kuneikis Rafal Noworyta |
| 30               | Tirs                           | 25               |                                                                             | Arbitrage : Marcus Wannerstedt Juges de lignes : Deividas Kuneikis Rafal Noworyta |

| 23 janvier | Australie | 6-3 (2-1, 1-1, 3-1) | Nouvelle-Zélande | Palais des Sports d'hiver 150 spectateurs |

| Feuille de match | Feuille de match | Feuille de match                    | Feuille de match                                                                                   | Feuille de match                                                          |
| ---------------- | --- | ----------------------------------- | -------------------------------------------------------------------------------------------------- | ------------------------------------------------------------------------- |
|                  | - Rye (Sillato) — 13 min 9 s Wood (Steven, Kubara) — 16 min 42 s (SN) Ruck (Wood, Haley) — 34 min 37 s - Sillato (Rye, Kubara) — 50 min 52 s - Flanagan (Steven, Sillato) — 52 min 14 s Wood (Kubara, Tripp) — 57 min 57 s | 0-1 1-1 2-1 3-1 3-2 4-2 4-3 5-3 6-3 | Brown (Aguirre-Landshoeft) — 7 min 4 s - Hill (Martinoli) — 38 min 2 s - Martinoli — 51 min 59 s - | Arbitrage : Konstantin Chubenko Juges de lignes : Joona Elonen Liu Tiange |
| Tetreault        | Gardiens | Goodall                             | | Arbitrage : Konstantin Chubenko Juges de lignes : Joona Elonen Liu Tiange |
| 14 min           | Pénalités | 8 min                               | | Arbitrage : Konstantin Chubenko Juges de lignes : Joona Elonen Liu Tiange |
| 35               | Tirs | 15                                  | | Arbitrage : Konstantin Chubenko Juges de lignes : Joona Elonen Liu Tiange |

| 23 janvier | Israël | 4-3 (1-1, 2-1, 1-1) | Bulgarie | Palais des Sports d'hiver 580 spectateurs |

| Feuille de match | Feuille de match | Feuille de match            | Feuille de match                                                                                                | Feuille de match                                                     |
| ---------------- | --- | --------------------------- | --- | -------------------------------------------------------------------- |
|                  | Kozev — 17 min 32 s - Mostovoy (Revniaga) — 24 min 28 s Ignatovich (Valeev, Mostovoy) — 26 min 49 s (SN) - Ignatovich — 52 min 46 s | 1-0 1-1 1-2 2-2 3-2 3-3 4-3 | - Abdi (Perchemliev) — 18 min 9 s Vasilev (Dilkov) — 22 min 40 s - Dilkov (Vasilev, Dikov) — 45 min 17 s (SN) - | Arbitrage : Petr Amosov Juges de lignes : Tobias Schwenk Toivo Tilku |
| Reisinger        | Gardiens | Stoynov                     | | Arbitrage : Petr Amosov Juges de lignes : Tobias Schwenk Toivo Tilku |
| 38 min           | Pénalités | 10 min                      | | Arbitrage : Petr Amosov Juges de lignes : Tobias Schwenk Toivo Tilku |
| 26               | Tirs | 27                          | | Arbitrage : Petr Amosov Juges de lignes : Tobias Schwenk Toivo Tilku |

| 25 janvier | Australie | 4-7 (1-1, 1-4, 2-2) | Israël | Palais des Sports d'hiver 80 spectateurs |

| Feuille de match                               | Feuille de match | Feuille de match                            | Feuille de match | Feuille de match                                                                 |
| ---------------------------------------------- | --- | ------------------------------------------- | --- | -------------------------------------------------------------------------------- |
|                                                | - Steven (Sillato, Flanagan) — 18 min 37 s (SN) Wood (Sillato, Steven) — 21 min 26 s (SN) - Ruck (Steven) — 49 min 40 s - Wood (Ruck, Steven) — 51 min 2 s | 0-1 1-1 2-1 2-2 2-3 2-4 2-5 2-6 3-6 3-7 4-7 | Revniaga (Avraham) — 8 min 7 s - Revniaga (Avraham, Aharonovich) — 23 min 2 s (SN) Revniaga (Avraham, Aharonovich) — 30 min 53 s (SN) Valeev (Mostovoy, Lonkry) — 32 min 51 s Halpert (Hoffman) — 37 min 54 s (SN) Revniaga (Aharonovich, Mostovoy) — 41 min 45 s - Revniaga (Avraham, Mostovoy) — 50 min 28 s (SN) - | Arbitrage : Michael Tscherrig Juges de lignes : Deividas Kuneikis Rafal Noworyta |
| Tetreault (37 min 54 s) Woodlands (22 min 6 s) | Gardiens | Werner                                      | | Arbitrage : Michael Tscherrig Juges de lignes : Deividas Kuneikis Rafal Noworyta |
| 18 min                                         | Pénalités | 18 min                                      | | Arbitrage : Michael Tscherrig Juges de lignes : Deividas Kuneikis Rafal Noworyta |
| 29                                             | Tirs | 29                                          | | Arbitrage : Michael Tscherrig Juges de lignes : Deividas Kuneikis Rafal Noworyta |

| 25 janvier | Islande | 13-3 (3-0, 6-2, 4-1) | Nouvelle-Zélande | Palais des Sports d'hiver 90 spectateurs |

| Feuille de match | Feuille de match | Feuille de match                                                     | Feuille de match | Feuille de match                                                           |
| ---------------- | --- | -------------------------------------------------------------------- | --- | -------------------------------------------------------------------------- |
|                  | Atlason (G. Arason, Orongan) — 1 min 53 s (SN) K. Árnason (Stefansson) — 4 min 40 s (IN) J. Árnason (Induss, Kristveigarson) — 14 min 30 s Kristinsson (Induss) — 24 min 27 s Orongan — 25 min 1 s Atlason (Orongan) — 28 min 12 s - Induss (J. Árnason) — 29 min 33 s - Atlason (Orongan) — 32 min 53 s (SN) Induss (V. Arason, Kristinsson) — 35 min 14 s Induss (Orongan) — 47 min 56 s (SN) - Kristveigarson (Grant) — 54 min 47 s Atlason (Orongan) — 55 min 34 s (SN) Maack (Kristinsson) — 56 min 45 s | 1-0 2-0 3-0 4-0 5-0 6-0 6-1 7-1 7-2 8-2 9-2 10-2 10-3 11-3 12-3 13-3 | - Graham (Vince, Morley-Hall) — 28 min 35 s - Martinoli — 32 min 28 s - Rawiri (Martinoli, Hill) — 51 min 42 s (SN) - | Arbitrage : Petr Amosov Juges de lignes : Tobias Schwenk Luchezar Stoyanov |
| Hjaltested       | Gardiens | Goodall (39 min 16 s) Forbes (20 min 44 s)                           | | Arbitrage : Petr Amosov Juges de lignes : Tobias Schwenk Luchezar Stoyanov |
| 32 min           | Pénalités | 16 min                                                               | | Arbitrage : Petr Amosov Juges de lignes : Tobias Schwenk Luchezar Stoyanov |
| 32               | Tirs | 20                                                                   | | Arbitrage : Petr Amosov Juges de lignes : Tobias Schwenk Luchezar Stoyanov |

| 25 janvier | Chine | 10-4 (3-1, 5-2, 2-1) | Bulgarie | Palais des Sports d'hiver 620 spectateurs |

| Feuille de match                        | Feuille de match | Feuille de match                                          | Feuille de match | Feuille de match                                                           |
| --------------------------------------- | --- | --------------------------------------------------------- | --- | -------------------------------------------------------------------------- |
|                                         | - Wang J. (Guo, Huang) — 3 min 23 s Xie (Zuo) — 11 min 48 s Huang (Wang J., Zhang D.) — 19 min 45 s (SN) - Hou (Zhang P.) — 26 min 25 s Hou (Zhang P., Ying) — 28 min 8 s (SN) Ying — 29 min 50 s - Guo (Ying, Wang J.) — 37 min 22 s Wang J. (Huang) — 39 min 9 s (IN) Ying — 51 min 49 s Huang (Ying) — 54 min 20 s - | 0-1 1-1 2-1 3-1 3-2 4-2 5-2 6-2 6-3 7-3 8-3 9-3 10-3 10-4 | Dilkov (Vasilev) — 2 min 14 s (SN) - Dilkov — 23 min 29 s (SN) - Vasilev (Dilkov) — 34 min 52 s - V. Dikov (K. Dikov, Dilkov) — 59 min 31 s | Arbitrage : Konstantin Chubenko Juges de lignes : Joona Elonen Toivo Tilku |
| Ren (26 min 3 s) Zhang Y. 33 min 57 s() | Gardiens | Stoynov                                                   | | Arbitrage : Konstantin Chubenko Juges de lignes : Joona Elonen Toivo Tilku |
| 20 min                                  | Pénalités | 24 min                                                    | | Arbitrage : Konstantin Chubenko Juges de lignes : Joona Elonen Toivo Tilku |
| 39                                      | Tirs | 14                                                        | | Arbitrage : Konstantin Chubenko Juges de lignes : Joona Elonen Toivo Tilku |

| 26 janvier | Israël | 6-2 (3-0, 0-0, 3-2) | Islande | Palais des Sports d'hiver 71 spectateurs |

| Feuille de match | Feuille de match | Feuille de match                                 | Feuille de match                                                                                       | Feuille de match                                                            |
| ---------------- | --- | ------------------------------------------------ | --- | --------------------------------------------------------------------------- |
|                  | Revniaga (Aharonovich) — 8 min 7 s Ignatovich — 11 min 3 s Marziko (Shahar) — 19 min 26 s - Mostovoy (Aharonovich, Kapulkin) — 43 min 22 s Revniaga (Aharonovich) — 48 min 44 s (SN) - Revniaga (Aharonovich, Ignatovich) — 57 min 8 s (SN) | 1-0 2-0 3-0 3-1 4-1 5-1 5-2 6-2                  | - Orongan (Kristveigarson, G. Arason) — 41 min 2 s - Kristveigarson (Atlason, Orongan) — 51 min 35 s - | Arbitrage : Konstantin Chubenko Juges de lignes : Liu Tiange Tobias Schwenk |
| Reisinger        | Gardiens | Mojzyszek (45 min 14 s) Hjaltested (14 min 46 s) | | Arbitrage : Konstantin Chubenko Juges de lignes : Liu Tiange Tobias Schwenk |
| 24 min           | Pénalités | 14 min                                           | | Arbitrage : Konstantin Chubenko Juges de lignes : Liu Tiange Tobias Schwenk |
| 26               | Tirs | 25                                               | | Arbitrage : Konstantin Chubenko Juges de lignes : Liu Tiange Tobias Schwenk |

| 26 janvier | Nouvelle-Zélande | 2-11 (0-3, 0-6, 2-2) | Chine | Palais des Sports d'hiver 50 spectateurs |

| Feuille de match                           | Feuille de match                                                       | Feuille de match                                        | Feuille de match | Feuille de match                                                                 |
| ------------------------------------------ | ---------------------------------------------------------------------- | ------------------------------------------------------- | --- | -------------------------------------------------------------------------------- |
|                                            | - Egan (Hill) — 51 min 17 s (SN) Egan (Martinoli) — 56 min 40 s (SN) - | 0-1 0-2 0-3 0-4 0-5 0-6 0-7 0-8 0-9 0-10 1-10 2-10 2-11 | Zhu (Yuayang) — 1 min 23 s Ying (Zhang D., Wang J.) — 4 min 31 s (SN) Feng — 11 min 33 s Guo (Yan, Huang) — 20 min 46 s Hou (Ying, Zhu) — 26 min 13 s Li (Xie) — 26 min 57 s Huang (Wang J.) — 27 min 41 s Huang (Wang J.) — 30 min 4 s Ying (Zhang P., Zhang D.) — 31 min 46 s (SN) Ying — 41 min 29 s - Yu (Guo) — 59 min 20 s | Arbitrage : Michael Tscherrig Juges de lignes : Rafal Noworyta Luchezar Stoyanov |
| Goodall (27 min 41 s) Forbes (32 min 19 s) | Gardiens                                                               | Zhang Y.                                                | | Arbitrage : Michael Tscherrig Juges de lignes : Rafal Noworyta Luchezar Stoyanov |
| 12 min                                     | Pénalités                                                              | 26 min                                                  | | Arbitrage : Michael Tscherrig Juges de lignes : Rafal Noworyta Luchezar Stoyanov |
| 9                                          | Tirs                                                                   | 44                                                      | | Arbitrage : Michael Tscherrig Juges de lignes : Rafal Noworyta Luchezar Stoyanov |

| 26 janvier | Bulgarie | 7-5 (1-0, 2-3, 4-2) | Australie | Palais des Sports d'hiver 410 spectateurs |

| Feuille de match | Feuille de match | Feuille de match                                | Feuille de match | Feuille de match                                                                |
| ---------------- | --- | ----------------------------------------------- | --- | ------------------------------------------------------------------------------- |
|                  | Dilkov — 6 min 53 s (IN) - Dilkov (Vasilev, V. Dikov) — 36 min 58 s Petkov — 38 min 11 s Ivanov (K. Dikov) — 45 min 30 s - V. Dikov (Petkov, Georgiev) — 51 min 6 s (SN) K. Dikov (Vasilev) — 55 min 58 s Vasilev (Dilkov, V. Dikov) — 59 min 47 s (CV) | 1-0 1-1 1-2 1-3 2-3 3-3 4-3 4-4 4-5 5-5 6-5 7-5 | - Kubara (Brunt, Sillato) — 22 min 18 s (SN) Steven (Flanagan) — 26 min 25 s Kubara (Sillato) — 29 min 27 s - Ruck — 49 min 39 s Steven (Wardlaw) — 50 min 47 s - | Arbitrage : Marcus Wannerstedt Juges de lignes : Joona Elonen Deividas Kuneikis |
| Stoynov          | Gardiens | Woodlands                                       | | Arbitrage : Marcus Wannerstedt Juges de lignes : Joona Elonen Deividas Kuneikis |
| 10 min           | Pénalités | 14 min                                          | | Arbitrage : Marcus Wannerstedt Juges de lignes : Joona Elonen Deividas Kuneikis |
| 37               | Tirs | 26                                              | | Arbitrage : Marcus Wannerstedt Juges de lignes : Joona Elonen Deividas Kuneikis |

| 28 janvier | Nouvelle-Zélande | 0-5 (0-1, 0-3, 0-1) | Israël | Palais des Sports d'hiver 51 spectateurs |

| Feuille de match | Feuille de match | Feuille de match    | Feuille de match | Feuille de match                                                               |
| ---------------- | ---------------- | ------------------- | --- | ------------------------------------------------------------------------------ |
|                  | -                | 0-1 0-2 0-3 0-4 0-5 | Avraham (Hoffmann, Tamir) — 19 min 28 s (SN) Aharonovich (Mostovoy, Revniaga) — 29 min 51 s (SN) Revniaga (Lavon, Hoffman) — 31 min 4 s Lavon (Hoffman) — 34 min 19 s (SN) Revniaga (Kozev, Merkulov) — 52 min 36 s | Arbitrage : Marcus Wannerstedt Juges de lignes : Luchezar Stoyanov Toivo Tilku |
| Goodall          | Gardiens         | Werner              | | Arbitrage : Marcus Wannerstedt Juges de lignes : Luchezar Stoyanov Toivo Tilku |
| 35 min           | Pénalités        | 10 min              | | Arbitrage : Marcus Wannerstedt Juges de lignes : Luchezar Stoyanov Toivo Tilku |
| 26               | Tirs             | 35                  | | Arbitrage : Marcus Wannerstedt Juges de lignes : Luchezar Stoyanov Toivo Tilku |

| 28 janvier | Islande | 2-3 (1-0, 0-1, 1-2) | Bulgarie | Palais des Sports d'hiver 670 spectateurs |

| Feuille de match | Feuille de match                                                             | Feuille de match    | Feuille de match | Feuille de match                                                            |
| ---------------- | ---------------------------------------------------------------------------- | ------------------- | --- | --------------------------------------------------------------------------- |
|                  | Induss (Sverrisson, Kristinsson) — 2 min 52 s - Orongan — 41 min 32 s (SN) - | 1-0 1-1 2-1 2-2 2-3 | - Dilkov (Vasilev) — 33 min 8 s - Dilkov (Vasilev, Mladenov) — 48 min 4 s V. Dikov (Dilkov, Mladenov) — 59 min 46 s | Arbitrage : Konstantin Chubenko Juges de lignes : Liu Tiange Rafal Noworyta |
| Hjaltested       | Gardiens                                                                     | Stoynov             | | Arbitrage : Konstantin Chubenko Juges de lignes : Liu Tiange Rafal Noworyta |
| 8 min            | Pénalités                                                                    | 10 min              | | Arbitrage : Konstantin Chubenko Juges de lignes : Liu Tiange Rafal Noworyta |
| 28               | Tirs                                                                         | 29                  | | Arbitrage : Konstantin Chubenko Juges de lignes : Liu Tiange Rafal Noworyta |

| 28 janvier | Australie | 1-6 (0-2, 1-2, 0-2) | Chine | Palais des Sports d'hiver 105 spectateurs |

| Feuille de match                               | Feuille de match                 | Feuille de match            | Feuille de match | Feuille de match                                                            |
| ---------------------------------------------- | -------------------------------- | --------------------------- | --- | --------------------------------------------------------------------------- |
|                                                | - Wood (Sillato) — 38 min 28 s - | 0-1 0-2 0-3 0-4 1-4 1-5 1-6 | Guo (Huang, Wang J.) — 16 s Ying (Zhand D., Wang J.) — 5 min 28 s (SN) Ying — 25 min 26 s Zhu (Ying, Hou) — 29 min 9 s (JS) - Wang J. (Hou, Zhang D.) — 47 min 16 s (2 SN) Huang (Wang J., Guo) — 53 min 42 s | Arbitrage : Michael Tscherrig Juges de lignes : Joona Elonen Tobias Schwenk |
| Tetreault (29 min 9 s) Woodlands (30 min 51 s) | Gardiens                         | Zhang Y.                    | | Arbitrage : Michael Tscherrig Juges de lignes : Joona Elonen Tobias Schwenk |
| 30 min                                         | Pénalités                        | 18 min                      | | Arbitrage : Michael Tscherrig Juges de lignes : Joona Elonen Tobias Schwenk |
| 21                                             | Tirs                             | 41                          | | Arbitrage : Michael Tscherrig Juges de lignes : Joona Elonen Tobias Schwenk |

## Classement final
| Clt   | Équipe           | PJ | V | VP | D | DP | BP | BC | Diff | Pts |
| ----- | ---------------- | -- | - | -- | - | -- | -- | -- | ---- | --- |
| +001, | Israël           | 5  | 5 | 0  | 0 | 0  | 25 | 11 | +14  | 15  |
| +002, | Chine            | 5  | 3 | 0  | 2 | 0  | 30 | 12 | +18  | 9   |
| +003, | Bulgarie         | 5  | 3 | 0  | 2 | 0  | 22 | 24 | -2   | 9   |
| +004, | Islande          | 5  | 2 | 0  | 2 | 1  | 20 | 15 | +5   | 7   |
| +005, | Australie (R)    | 5  | 1 | 1  | 3 | 0  | 18 | 24 | -6   | 5   |
| +006, | Nouvelle-Zélande | 5  | 0 | 0  | 5 | 0  | 11 | 40 | -29  | 0   |

- Promu en Division IIB en 2019
- Relégué en Qualification pour la Division III en 2019

Pour les significations des abréviations, voir statistiques du hockey sur glace.

## Récompenses individuelles
| Rang | Joueur            | Pays      | PJ | B  | A | Pts | +/− | Pun |
| ---- | ----------------- | --------- | -- | -- | - | --- | --- | --- |
| 1    | Mark Revniaga     | Israël    | 5  | 11 | 4 | 15  | +7  | 6   |
| 2    | Rudi Ying         | Chine     | 5  | 8  | 6 | 14  | +10 | 4   |
| 3    | Daniel Dilkov     | Bulgarie  | 5  | 8  | 5 | 13  | +4  | 6   |
| 4    | Miroslav Vasilev  | Bulgarie  | 5  | 5  | 7 | 12  | +2  | 16  |
| 5    | Huang Qianyi      | Chine     | 5  | 5  | 6 | 11  | +14 | 4   |
| 5    | Axel Orongan      | Islande   | 5  | 5  | 6 | 11  | -1  | 12  |
| 7    | Wang Jing         | Chine     | 5  | 3  | 8 | 11  | +9  | 22  |
| 8    | Tomer Aharonovich | Israël    | 5  | 3  | 7 | 10  | +3  | 18  |
| 9    | Aiden Sillato     | Australie | 5  | 2  | 8 | 10  | +1  | 6   |
| 10   | Thomas Steven     | Australie | 5  | 3  | 5 | 9   | +1  | 2   |

| Rang | Joueur                 | Pays             | Min          | BC | Moy  | %Arr  | Bl |
| ---- | ---------------------- | ---------------- | ------------ | -- | ---- | ----- | -- |
| 1    | Raz Werner             | Israël           | 180 min      | 6  | 2,00 | 93,41 | 1  |
| 2    | Maksymillian Mojzyszek | Islande          | 165 min 51 s | 7  | 2,53 | 91,14 | 0  |
| 3    | Yehonatan Reisinger    | Israël           | 120 min      | 5  | 2,50 | 90,38 | 0  |
| 4    | Zhang Yuhang           | Chine            | 153 min 57 s | 5  | 1,95 | 87,80 | 0  |
| 5    | Arnar Hjaltested       | Islande          | 134 min 32 s | 8  | 3,57 | 85,19 | 0  |
| 6    | Alex Tetreault         | Australie        | 246 min 50 s | 19 | 4,62 | 82,73 | 0  |
| 7    | Ren Mingwei            | Chine            | 142 min 36 s | 7  | 2,95 | 82,50 | 0  |
| 8    | Ivan Stoynov           | Bulgarie         | 293 min 51 s | 24 | 4,90 | 82,35 | 0  |
| 9    | Taylor Goodall         | Nouvelle-Zélande | 246 min 23 s | 29 | 7,06 | 79,29 | 0  |

Pour les significations des abréviations, voir statistiques du hockey sur glace.
Nota : seuls sont classés les gardiens ayant joué au minimum 40 % du temps de jeu de leur équipe.